# Hjalmar Book
Hjalmar Paul Book, född 13 mars 1897 i Malmö Karoli församling, död 8 mars 1983 i Malmö S:t Pauli församling, var en svensk konstnär.
Book studerade konst i Malmö, Dresden och Köpenhamn. Hans konst består av gatumotiv från Paris, skånska slättlandskap och blomsterstilleben samt blyertsteckningar med studioporträtt. Book är begravd på Östra kyrkogården i Malmö.